# ألفريد (أمير ساكس كوبورغ وغوتا)
ألفريد هيراداتيري أمير ساكس كوبورج وغوتا (الاسم الكامل:ألفريد الكسندر وليام إرنست ألبرت 15 أكتوبر 1874 - 6 فبراير 1899) كان الابن الوحيد للأمير ألفريد دوق ساكس كوبورغ وغوتا .

## عن حياته
ولد الأمير ألفريد على 15 أكتوبر 1874، في لندن، إنجلترا وكان الابن الوحيد للأمير ألفريد دوق ساكس كوبورغ وغوتا .

## وفاته
توفي الأمير ألفريد في 6 فبراير 1899 في النمسا في المجر عن عمر يناهز 24 سنة.